# Национальная галерея Шотландии
Национальная галерея Шотландии (англ. National Gallery of Scotland) — художественная галерея в Эдинбурге, старейшая в Шотландии. Расположена в центре города на Маунд, в здании, построенном по проекту знаменитого шотландского архитектора Уильяма Генри Плейфера. Функционирует с 1859 года.
В галерее представлена богатейшая коллекция европейской живописи, графики и скульптуры, которая охватывает значительный период, начиная с эпохи Возрождения и до эпохи постимпрессионизма, и включает в себя полотна Вермеера, Рубенса, Тициана, Тинторетто, Ван Дейка, Эль Греко, Рембрандта, Ватто, Гейнсборо, Моне, Гогена, Писсаро, Сезанна, шотландца Уильяма Айкмана и других великих художников.
Привлекает внимание «Арабы, играющие в шахматы», картина Эжена Делакруа, созданная в 1847—1848 годах.